# Ester (biblická postava)

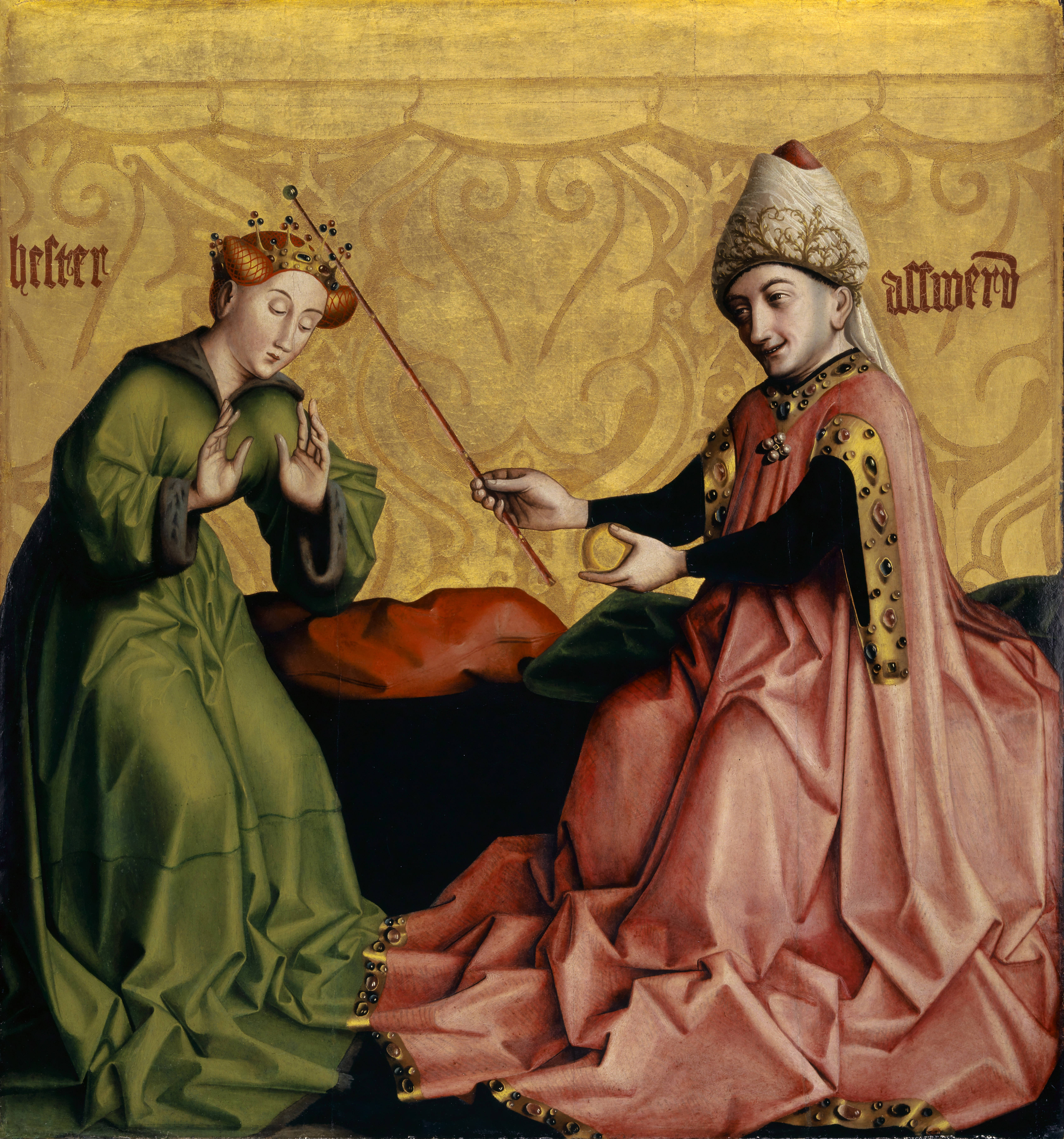
Konrad Witz: Ester před Achašverem, 1434-1435

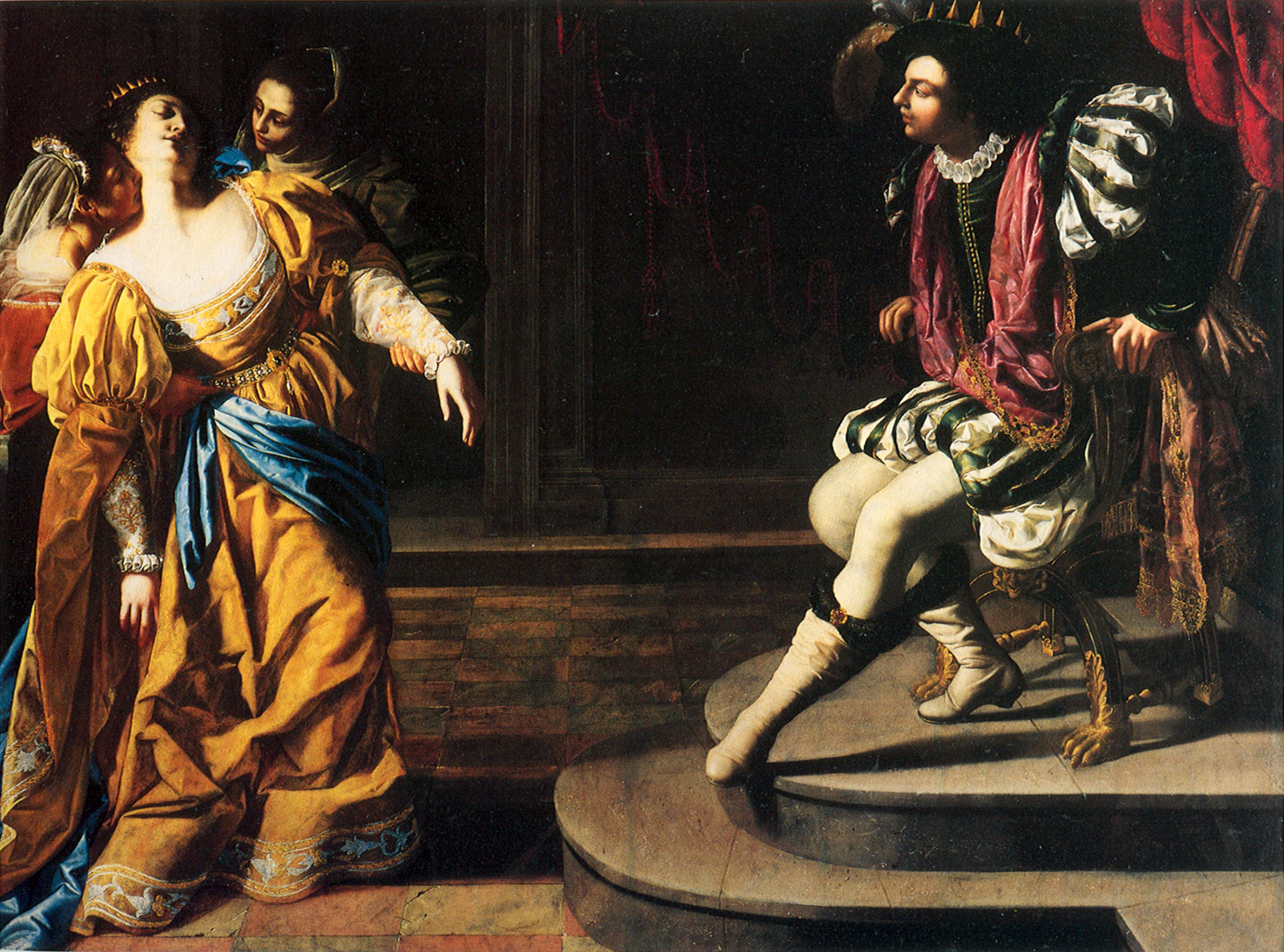
Ester omdlévá před Achašverem, A. Gentileschiová dle deuterokanonického textu

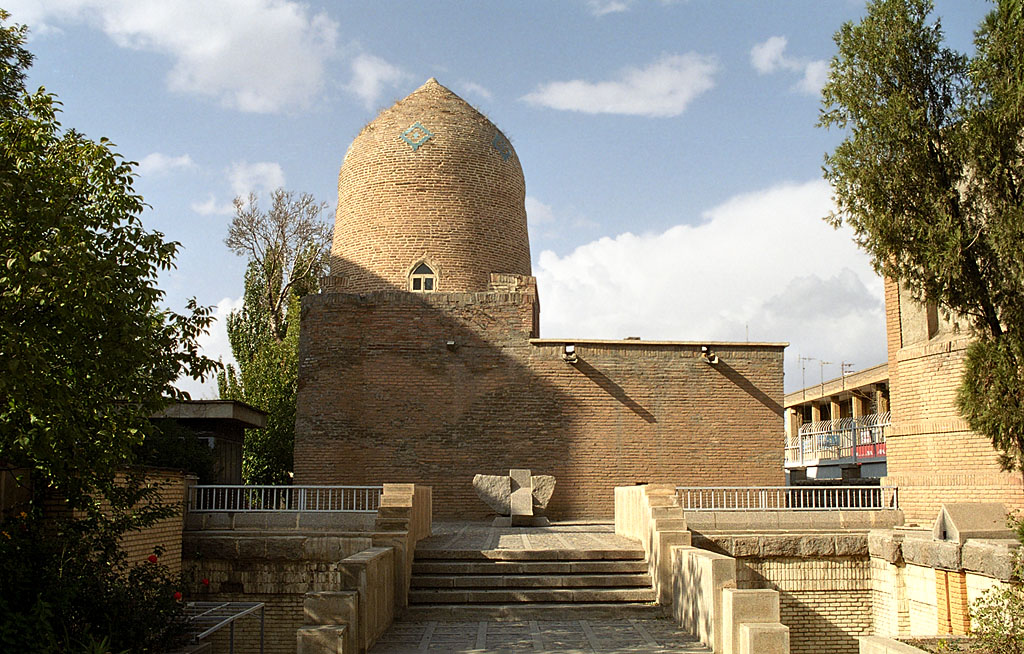
Židovské mauzoleum královny Ester, manželky Xerxe I., a Mordechaje, Hamadan, Írán.

Královna Ester (hebrejsky: אֶסְתֵּר‎) je biblická postava a hlavní hrdinka starozákonní knihy Ester. Byla manželkou perského krále Achašveróše (ztotožňován většinou s Xerxem I.) a zachránila perské židy před intrikami zlého Amalekity Hamana, což se připomíná o židovském svátku Purim. Podle Talmudu patřila Ester společně se Sárou, Rachab a Abígajil ke čtyřem výjimečně krásným ženám.

## Jméno
Podle biblického vyprávění se narodila s hebrejským jménem Hadasa (הֲדַסָּה, „Myrta“). Její známější jméno Ester se odvozuje ze staroperského 𐎠𐎿𐎫𐎼 (ستاره‎, sitare, „hvězda“). Rabínská tradice je odvozuje od kořene סתר ve významu „skrývat“, nebo je považuje za variantu slova אסתהר‎ odvozeného od slova סַהַר‎ (sahar, „měsíc“, nebo také „úkryt, útočiště“) a souvisejícího i se slovem סֹהַר‎, (sohar, „vězení“). Jiné komentáře upozorňují na podobnost se jménem sumerské bohyně Ištar (Eštar) nebo se slovem אסתירה‎ označujícím stříbrnou minci.

## Příběh
Otec Hadasy neboli Ester se jmenoval Abíchajil a pocházel z izraelského kmene Benjamín. Po osiření se stala adoptivní dcerou svého bratrance Mordechaje, který žil v perské diaspoře v Šúšanu. Později se stala manželkou perského krále Achašveróše (ztotožňován většinou s Xerxem I.). Jako královna zabránila chystané genocidě židů, což dodnes připomíná židovský svátek Purim.
Historicita Ester není v mimobiblické literatuře potvrzena. Slavení svátku Purim („Dne Mordokajova“) je však doloženo již ve 2. století př. n. l. ve 2. knize Makabejské.